# Colle di Buggiano
Colle di Buggiano è un piccolo borgo medievale che sorge tra le colline della Valdinievole, frazione del comune di Buggiano.

## Storia
Il nome stesso ricorda la sua posizione geografica, infatti il piccolo centro abitato sorge esattamente sopra un poggio tra i paesi di Buggiano, Massa e Cozzile. 
Le sue origini sono datate intorno all'anno 500 ma il vero paese originario nasceva circa 100 anni prima a un chilometro di distanza dall'attuale. La decisione di cambiare la posizione del paese fu sicuramente fatta per motivi di difesa infatti il vecchio loco era più soggetto alle incursioni dei nemici visto che si trovava più a valle proprio vicino al fiume Cessana.
Colle nel corso del medioevo acquistò molta importanza come stazione di sosta dei viandanti perché, come i borghi limitrofi, si trovava sull'unica strada percorribile tra le attuali Lucca e Pistoia. 
Tanto che l'ordine dei cavalieri di Malta fondarono una chiesa che ancora oggi ricorda la loro memoria con una enorme croce rossa di fronte all'entrata. 
Oggi il Colle, con le abitazioni circostanti, conta circa 300 abitanti.